# Venetian Village
Venetian Village é uma Região censo-designada localizada no estado americano de Illinois, no Condado de Lake.

## Demografia
Segundo o censo americano de 2000, a sua população era de 3082 habitantes.

## Geografia
De acordo com o United States Census Bureau tem uma área de
8,1 km², dos quais 6,3 km² cobertos por terra e 1,8 km² cobertos por água.

## Localidades na vizinhança
O diagrama seguinte representa as localidades num raio de 8 km ao redor de Venetian Village.